# Oligosoma oliveri
Oligosoma oliveri là một loài thằn lằn trong họ Scincidae. Loài này được Mccann mô tả khoa học đầu tiên năm 1955.